# Riverside, Ohio
Riverside är en stad och förort till Dayton i Montgomery County i Ohio. Vid 2020 års folkräkning hade Riverside 24 474 invånare.